# Coniopteryx isthmicola
Coniopteryx isthmicola är en insektsart som beskrevs av Meinander 1972. Coniopteryx isthmicola ingår i släktet Coniopteryx och familjen vaxsländor. Inga underarter finns listade i Catalogue of Life.